# Neomogrósido
Un neomogrósido es un glucósido de cucurbitano aislado del fruto de Siraitia grosvenorii.